# Hollanda
Hollanda (pocta rodině Hollandů, kteří pomáhali s výzkumem) je rod dávno vyhynulého pozdně křídového ptáka.

## Popis
Žil na území dnešního Mongolska v období věku kampán (asi před 75 miliony let, fosilie jsou známé z geologického souvrství Barun Goyot). Tento dravý pták je znám pouze v rámci jediného druhu, H. luceria, formálně popsaného v roce 2010. Byly objeveny zkameněliny zadní končetiny s neobvyklým uspořádáním prstů. Zdá se, že tento pták byl rychle běhající obdobou dnešních amerických běhavých kukaček (rod Geococcyx). Hmotnost zástupců tohoto druhu je odhadována asi na 2,8 kilogramu.